# José Eugenio Azpiroz
José Eugenio Azpiroz Villar (Sant Sebastià, 5 de març de 1955) és un polític i advocat espanyol, diputat del Partit Popular per Guipúscoa entre 1993 i 2015.

## Biografia
Fou diputat de la V, VI, VII, VIII, IX i X Legislatures. Llicenciat de Grau en Dret i advocat. Fou portaveu en Juntes Generals de Guipúscoa (1987-1996). Fou president del Partit Popular del País Basc 1988-1989. Fou president del PP de Guipúscoa 1983, 1987-1989, 1995-1996.

### Activitat al Congrés
- Vocal Suplent de la Diputació Permanent
- Vocal de la Comissió de Justícia
- Portaveu de la Comissió de Treball i Assumptes Socials
- Vocal de la Comissió no permanent de seguiment i avaluació dels acords Pacte de Toledo
- Vocal de la Subcomissió per estudiar situació Economia Social a Espanya

## Obres
- La protecció jurídica de la vida humana.  Universitat Complutense de Madrid, 2016. ISBN 978-84-8481-177-0.